# 加拉希尔斯
加拉希尔斯（英语：Galashiels/ˌɡæləˈʃiːəlz/；低地苏格兰语：Gallae；苏格兰盖尔语：An Geal Àth），有时亦省称作加拉（Gala），是英国苏格兰苏格兰边区的一个城镇，位于加拉河畔。总人口约2.3万。
加拉希尔斯为苏格兰边区主要的商业中心，此外该地纺织业也较兴盛。